# Kościół Wniebowzięcia Najświętszej Maryi Panny w Karczowie
Kościół Wniebowzięcia Najświętszej Maryi Panny – rzymskokatolicki kościół filialny w Karczowie. Kościół należy do parafii św. Wawrzyńca w Dąbrowie w dekanacie Niemodlin, diecezji opolskiej.

## Historia kościoła
Po raz pierwszy kościół w tej miejscowości był wzmiankowany w 1447 roku. Obecna świątynia w stylu neoromańskim została zbudowana 1906 roku, w miejsce poprzedniego drewnianego kościoła z 1594 roku, o czym informuje tablica pamiątkowa. Fundatorem nowego kościoła był Fridrich von Wichelhaus, właściciel sąsiedniego Naroku.

## Wnętrze kościoła
We wnętrzu kościoła znajduje się obraz św. Franciszka Ksawerego pochodzący z przełomu XVIII i XIX wieku oraz obraz Matki Boskiej Częstochowskiej z XIX wieku, a także barokowa – uszkodzona – rzeźba Chrystusa Zmartwychwstałego. Ponadto w świątyni znajduje się marmurowa płyta nagrobna z XVII wieku z kartuszami herbowymi Prószkowskich, z zatartą inskrypcją.